# Leuchtfarbe

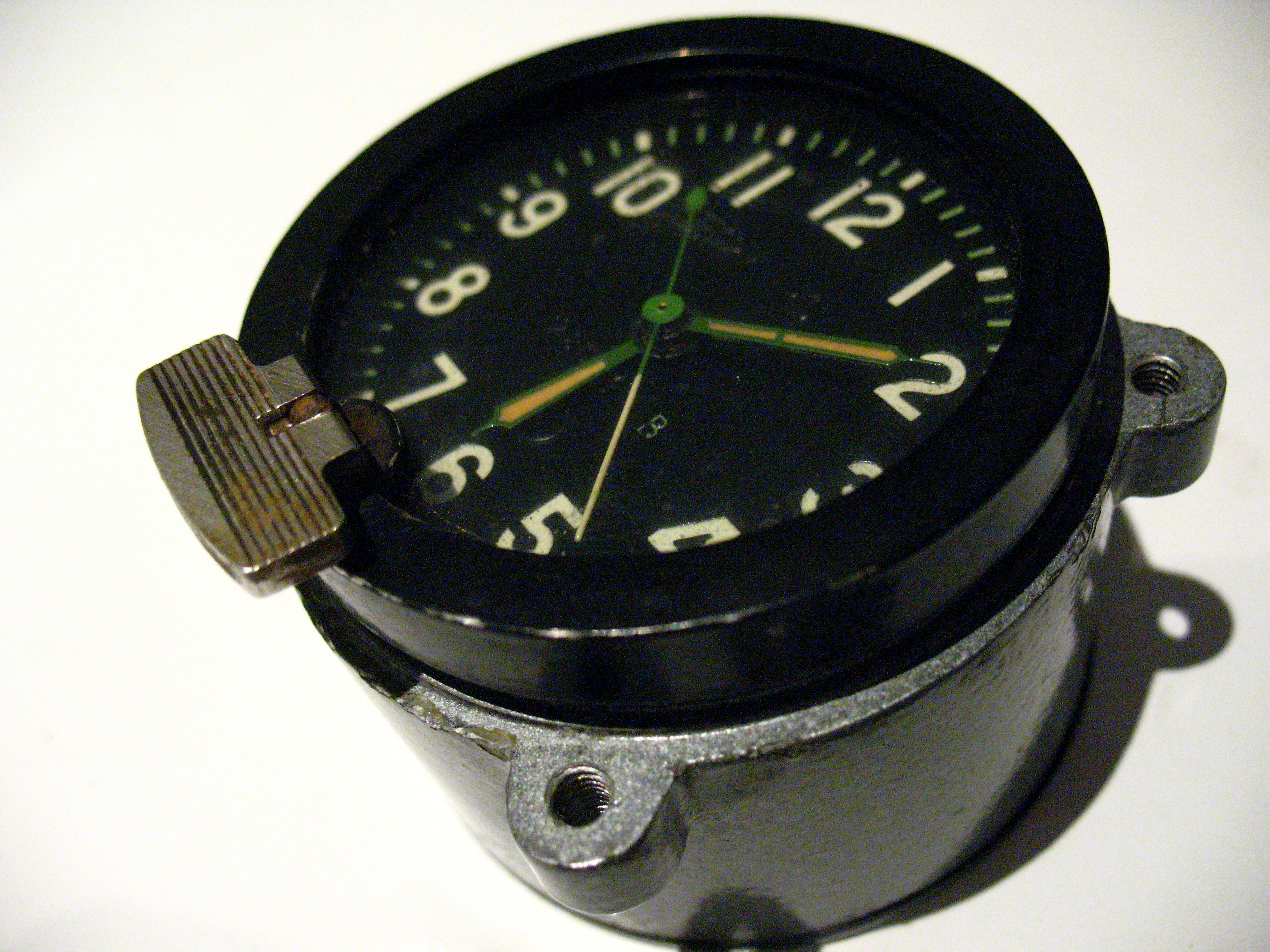
Flugzeug-Militäruhr - Ziffern und Zeiger mit Leuchtfarbe beschichtet

Als Leuchtfarbe bezeichnet man eine Beschichtung, die mehr sichtbares Licht abgibt, als von außen einfällt, also mehr, als durch gerichtete oder diffuse Reflexion wie bei Rückstrahlern möglich wäre. Leuchtfarben werden mit Leuchtpigmenten eingefärbt.
Die dafür nötige Energie kann aufgrund verschiedener physikalischer Prinzipien erbracht werden:
- Tagesleuchtfarbe wandelt unsichtbares UV-Licht in sichtbares Licht um
- Nachleuchtfarbe speichert Energie, die bei der Beleuchtung aufgenommen worden ist, und gibt sie zeitverzögert wieder ab
- radioaktive Leuchtfarbe, bei der die Energie direkt oder indirekt aus dem radioaktiven Zerfall einer Substanz stammt

## Tagesleuchtfarben

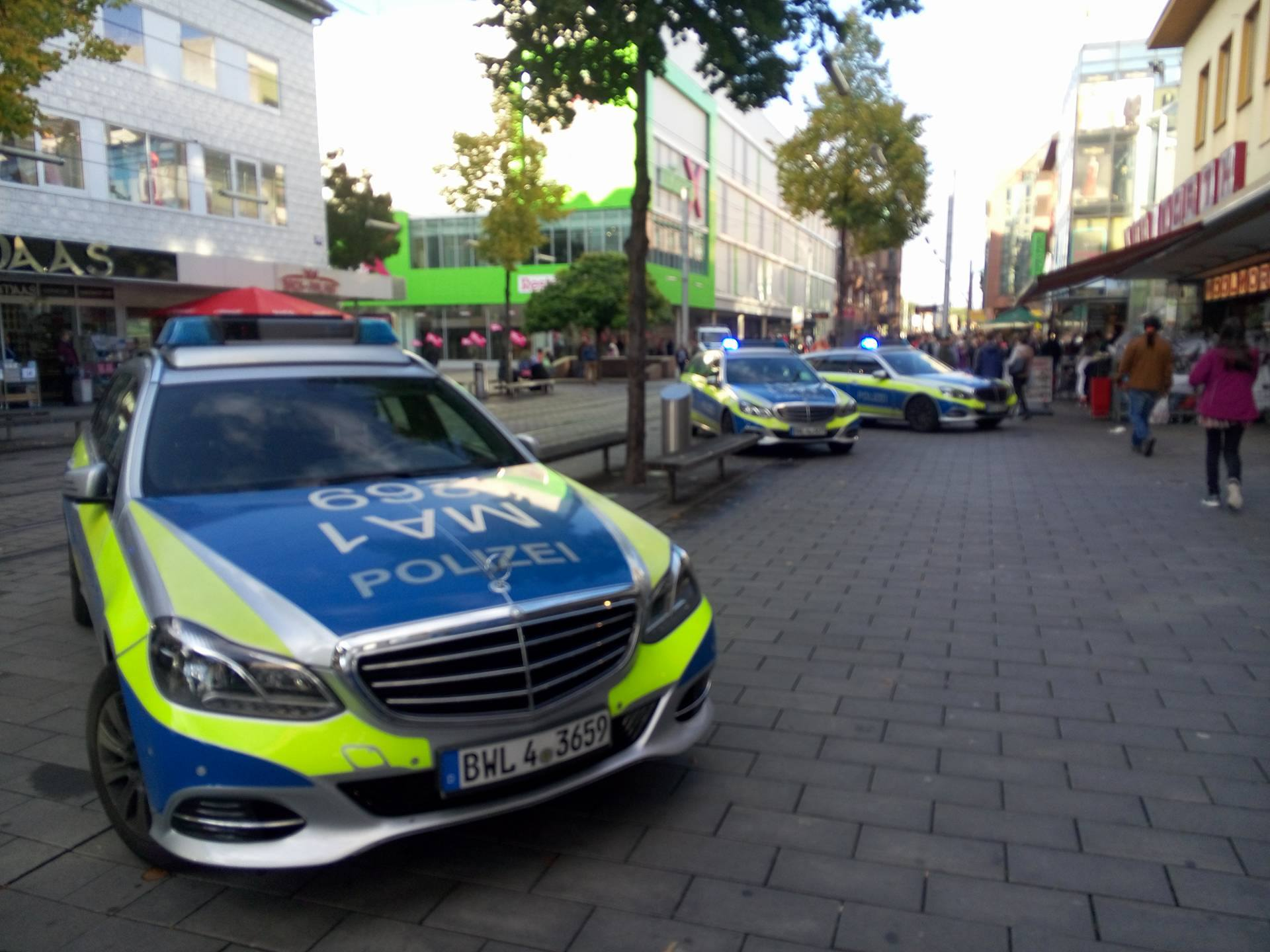
Tagesleuchtfarben auf einem Polizeiwagen

Tagesleuchtfarben (Neonfarben) wandeln durch Fluoreszenz den blauen und nahen UV-Bereich des Tageslichtes in Licht größerer Wellenlänge (typisch sind Blaugrün, Gelb und Rot) um. Gelb und Rot wird vom Auge bei gleicher Strahlstärke wesentlich heller wahrgenommen (V-Lambda-Kurve des Sehsinns). Dadurch wird besonders bei trübem Wetter und in der Dämmerung (höherer Blauanteil im Tageslicht) eine wesentliche Kontraststeigerung erreicht. Die dazu verwendeten Stoffe bzw. Effekte sind mit den optischen Aufhellern, wie sie z. B. in Waschmitteln in etwas geringerem Anteil zu finden sind, identisch.
Tagesleuchtfarben werden eingesetzt in Textmarkern, um Textstellen auf Papier hervorzuheben, sowie als Signalfarben, beispielsweise bei Warnwesten oder Warnflächen an Einsatzfahrzeugen des Rettungsdienstes.
Tagesleuchtfarben leuchten nicht nur im Tageslicht, sondern auch ganz besonders unter Schwarzlicht.

## Nachleuchtfarben

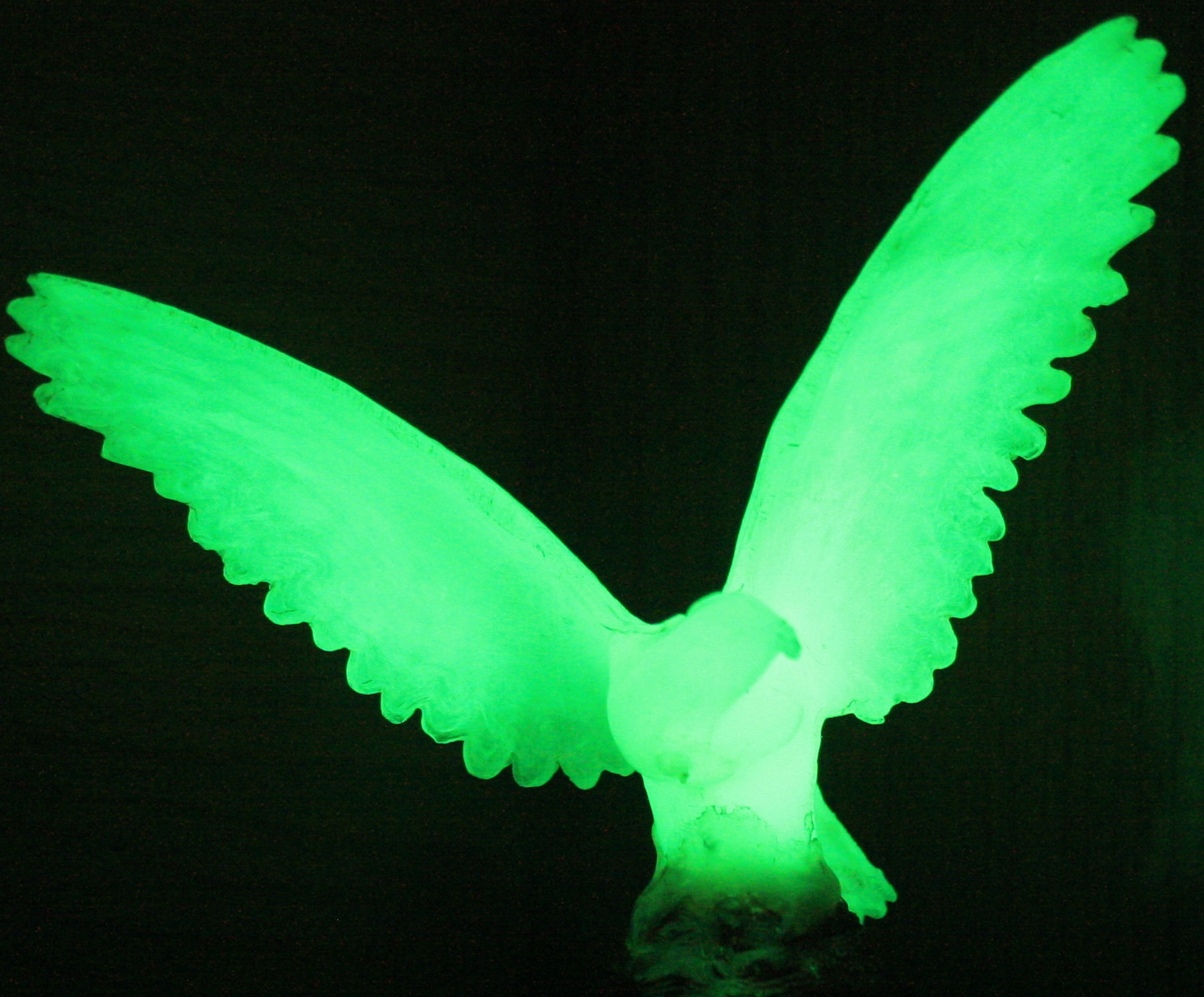
Phosphoreszierendes (nachleuchtendes) Vogelmodell

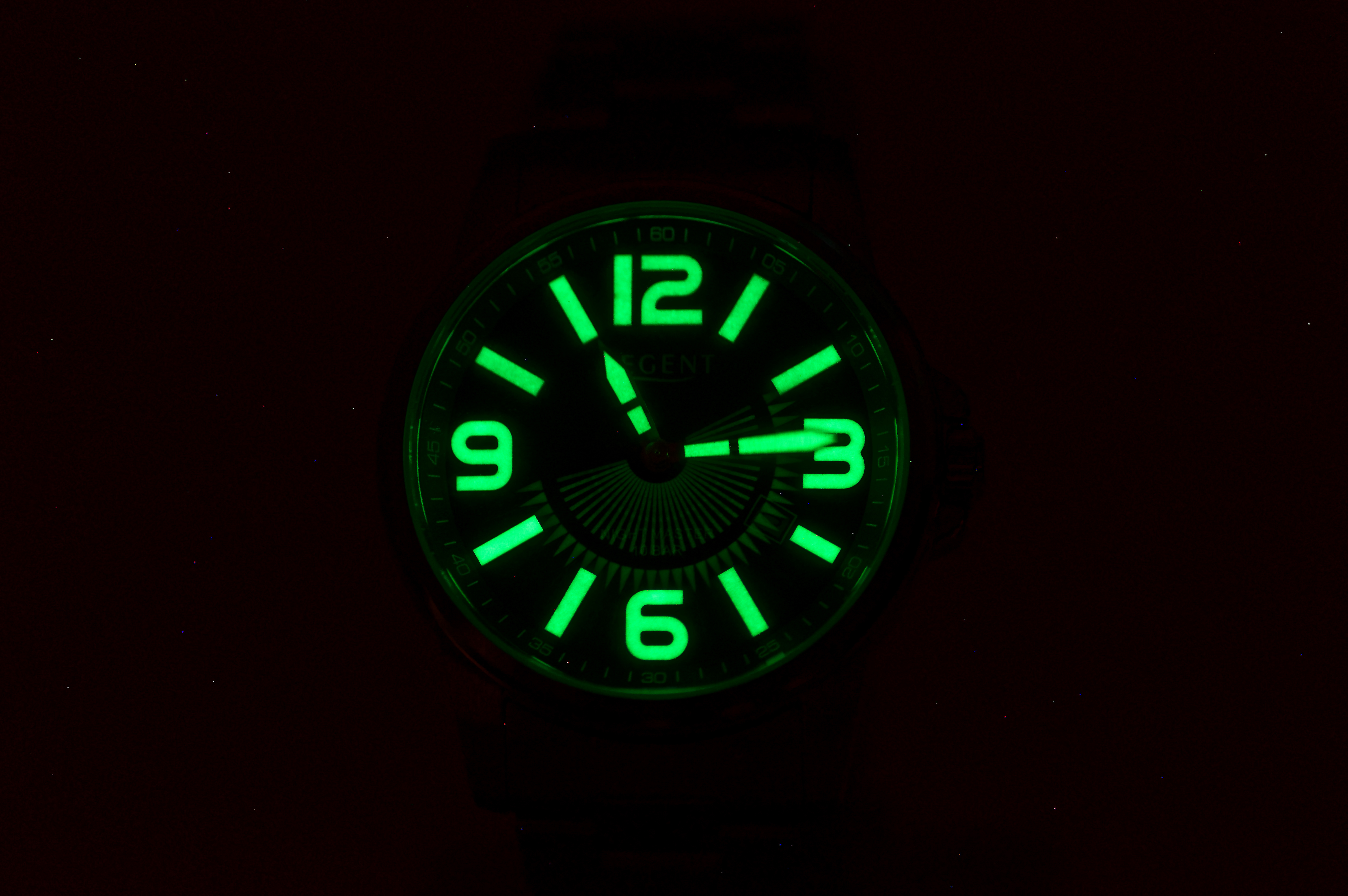
Phosphoreszierendes Uhrenzifferblatt

Nachleuchtfarben (nicht aber: „Nachtleuchtfarben“) speichern einfallendes Licht in Form von Anregungsenergie und geben dieses zeitverzögert ab (Phosphoreszenz). Meist bestehen diese Farben aus in reduzierender Atmosphäre geglühten Erdalkalisulfiden (CaS, SrS oder BaS) mit geringen Fremdmetallanteilen wie Mangan.
Solche Nachleuchtfarben werden für die Markierung von Notausgängen und für verschiedene Schmuck- und Dekorationsgegenstände („Glow-in-the-dark“-Produkte) verwendet.

## Radioaktive Leuchtfarben

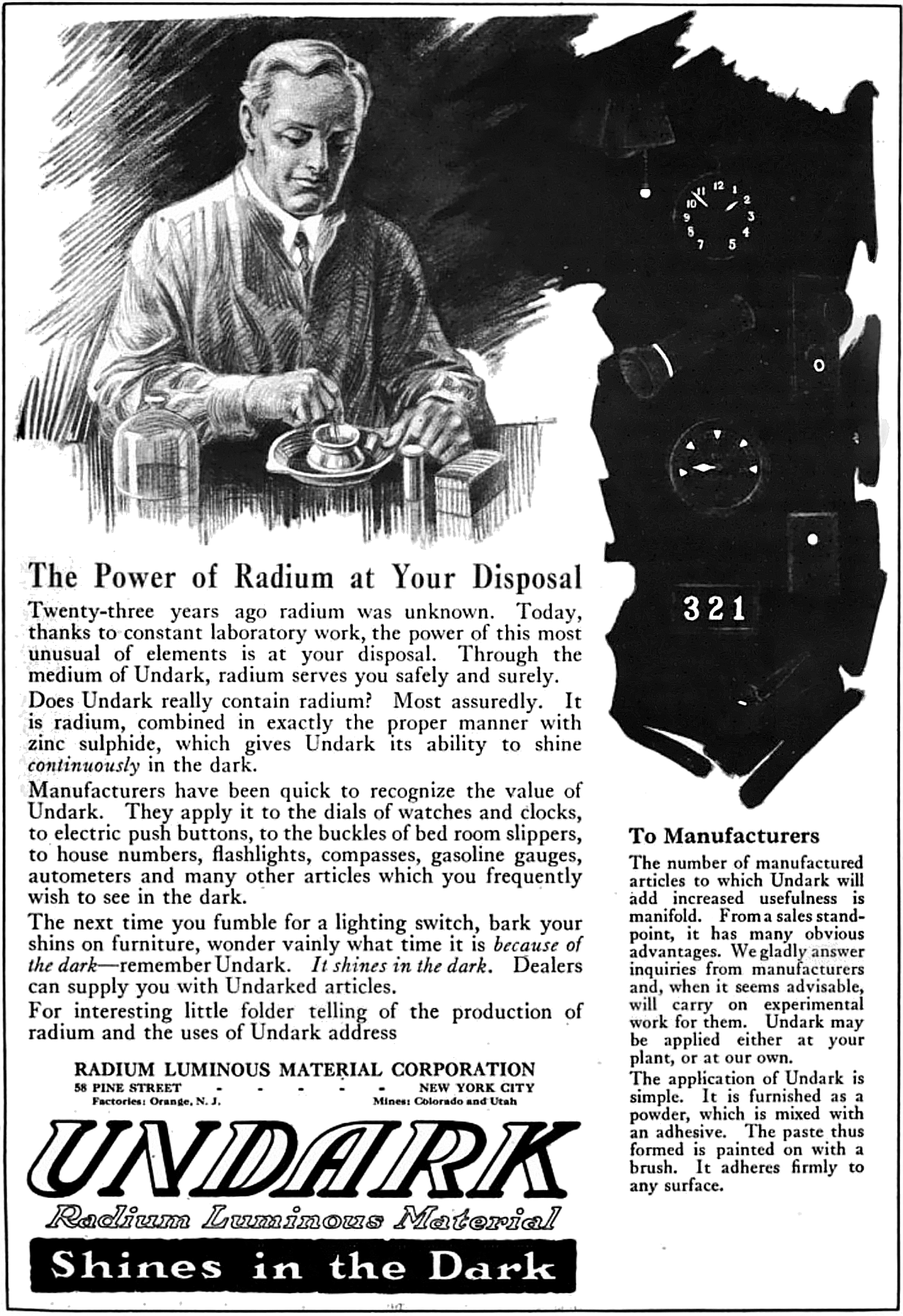
Werbeanzeige für Undark, eine radiumhaltige Leuchtfarbe, aus dem Jahr 1921

Eine radioaktive Leuchtfarbe besteht stets aus einer radioaktiven Substanz, früher meist Radiumsalz, später bis vor einigen Jahren entweder eine Tritiumverbindung oder Promethiumsalz, und einer fluoreszierenden Substanz, wie zum Beispiel Zinksulfid. Die ionisierende Strahlung regt hierbei die fluoreszierende Substanz an (Lumineszenz).
Die verwendeten fluoreszierenden Substanzen oder andere zusätzliche Stoffe sind oft auch zur Phosphoreszenz in der Lage. Daher ist – abgesehen von Dauerleuchten – nach Lichteinwirkung zunächst ein starkes, innerhalb von Sekunden abnehmendes Nachleuchten zu beobachten.
Die direkte Strahlung der heute für Leuchtfarben verwendeten radioaktiven Substanzen hat in Luft eine Reichweite von nur wenigen Zentimetern, da nur Alphastrahler und niederenergetische Betastrahler verwendet werden. Eine Abschirmung wird bereits durch eine durchsichtige Abdeckung erreicht. Allerdings kann von Leuchtfarben eine Strahlungsgefahr ausgehen, wenn diese abbröckeln, weil dann die radioaktive Substanz inkorporiert werden kann. Ältere Uhren-Leuchtzeiger, Zifferblätter und Skalen enthielten teilweise auch radioaktive Stoffe mit weitreichender Strahlung. Diese stellen insbesondere dann eine Gefahr dar, wenn die Gegenstände ständig am Körper getragen werden.
In der Zeit um 1920 erlitten Arbeiterinnen, die Zifferblätter bemalten und dabei den Pinsel mit dem Mund anspitzten (Radium Girls), schwere Gesundheitsschäden wie Zungen- und Unterkieferkrebs. Dies führte schließlich dazu, dass man die Gefährlichkeit der Strahlung erkannte.
In der zweiten Hälfte des 20. Jahrhunderts wurde radioaktive, radiumhaltige Leuchtfarbe in großem Stil beim Militär eingesetzt, um Schalter und Bedienelemente im Dunkeln erkennbar zu machen. Als Anfang der 2000er Jahre Gesundheitsschäden durch militärische Radaranlagen publik und untersucht wurden, gerieten im gleichen Zug auch potenzielle Krebserkrankungen durch Leuchtfarben bei der deutschen Bundeswehr in die Diskussion.

## Ähnliche Techniken
- Retroreflexion (Katzenaugen, Rückstrahler, Reflektorfolie)
- Tritiumgaslichtquelle – spezielle Lichtquellen, die über Jahre ohne Energiezufuhr leuchten